# Burza (telenowela)
Burza (hiszp. La tempestad) – meksykańska telenowela, emitowana przez stację telewizyjną Canal de las Estrellas w 2013 roku. Jest to remake telenoweli Hacjenda La Tormenta.
Jako protagoniści występują William Levy i Ximena Navarrete, zaś jako antagoniści – Laura Carmine, Daniela Romo, Mariana Seoane, César Évora i Ivan Sanchez. Pierwotnie do roli Villany typowane były Jessica Coch i Adriana Louvier.
Piosenkę przewodnią do serialu, „Hoy tengo ganas de ti”, nagrali meksykański wokalista Alejandro Fernández i amerykańska wokalistka Christina Aguilera.
W Polsce telenowela była emitowana w TV4. Opracowaniem wersji polskiej zajęła się Iwona Ufnal. Lektorem serialu był Radosław Popłonikowski. Pierwszy odcinek wyemitowano 1 września 2014, a ostatni 2 marca 2015.

## Fabuła
Marina Reverte (Jimena Navarrete) – młoda, piękna, odważna i szlachetna dziewczyna traci posadę kierownika hotelu, bo staje w obronie pokojówek molestowanych przez bogatego gościa Ernesto Contrerasa. Gdy dziewczyna zostaje zwolniona, z pomocą przychodzi jej Mercedes Artigas (Daniela Romo), która proponuje posadę dyrektora przetwórni rybnej w nadmorskim miasteczku. Marina przenosi się tam ze schorowaną matką. Tam też poznaje kapitana Damiana Fabre (William Levy), młodego, przystojnego dowódcę kutra, który przysparza jej problemów, nie chcąc się podporządkować nowej szefowej. Między Mariną a Damianem zaczyna rodzić się uczucie!

## Obsada
| Aktor               | Rola                               | Charakterystyka |
| ------------------- | ---------------------------------- | --------------- |
| Ximena Navarrete    | Marina Reverte / Magdalena Artigas | Protagonistka   |
| William Levy        | Captain Damian Fabre/ Michel Fabre | Protagonista    |
| Laura Carmine       | Esther "Esthercita" Salazar Mata   | Główna Villana  |
| Iván Sánchez        | Hernán Saldaña                     | Główny Villano  |
| Malisha Quintana    | Mayuya Canseco                     | Villana         |
| Daniela Romo        | Mercedes Artigas                   |                 |
| César Évora         | Fulgencio Salazar                  | Villano         |
| Lucero Lander       | Delfina Mata de Salazar            |                 |
| María Sorté         | Beatriz vda. de Reverte            |                 |
| Mariana Seoane      | Ursula Salazar                     | Villana         |
| Manuel Ojeda        | Ernesto Contreras                  | Villano         |
| Nora Salinas        | Tia Rebeca                         |                 |
| Sharis Cid          | Candelaria „Candy”                 |                 |
| Luis Manuel Ávila   | Olinto                             |                 |
| Alejandro Ibarra    | Bagre                              |                 |
| Latin Lover         | Oso                                |                 |
| Arturo Carmona      | Jose Manriquez                     |                 |
| Monica Miguel       | Eusebia                            |                 |
| Salvador Ibarra     | Lagarto                            |                 |
| Fernando Robles     | Lara                               |                 |
| Francisco Martin    | Lolo                               |                 |
| Enrique Zepeda      | Lazaro                             |                 |
| Alpha Acosta        | Rosenda                            |                 |
| Adalberto Parra     | Valdivia                           | Villano         |
| Fernando Larranaga  | Dr. San Miguel                     |                 |
| Jose Antonio Ferral | Toribio                            |                 |